# Brown (album)
Brown – drugi album studyjny amerykańskiego zespołu P.O.D. Wydany został w roku 1996.

## Lista utworów
1. "Intro" – 0:45
2. "Know Me" – 4:32
3. "Selah" – 4:18
4. "Visions" – 3:28
5. "Brown" – 3:51
6. "One Day" – 4:00
7. "Punks Rock" – 1:44
8. "Breathe Babylon" – 5:02 (gośc. Dirt)
9. "Funk Jam"  – 3:16
10. "Preach" – 2:32
11. "Reggae Jam" – 0:57
12. "Full Color" – 6:16
13. "Seeking the Wise" – 4:31 (gośc. Dirt)
14. "Live and Die" – 3:29
15. "Outro" – 0:42

## Single
- 1996 Selah

## Teledyski
- 1996 Selah

## Twórcy
- Wuv Bernardo - perkusja
- Sonny Sandoval - wokal
- Traa Daniels - bas
- Marcos Curiel – gitara